# Speleologia

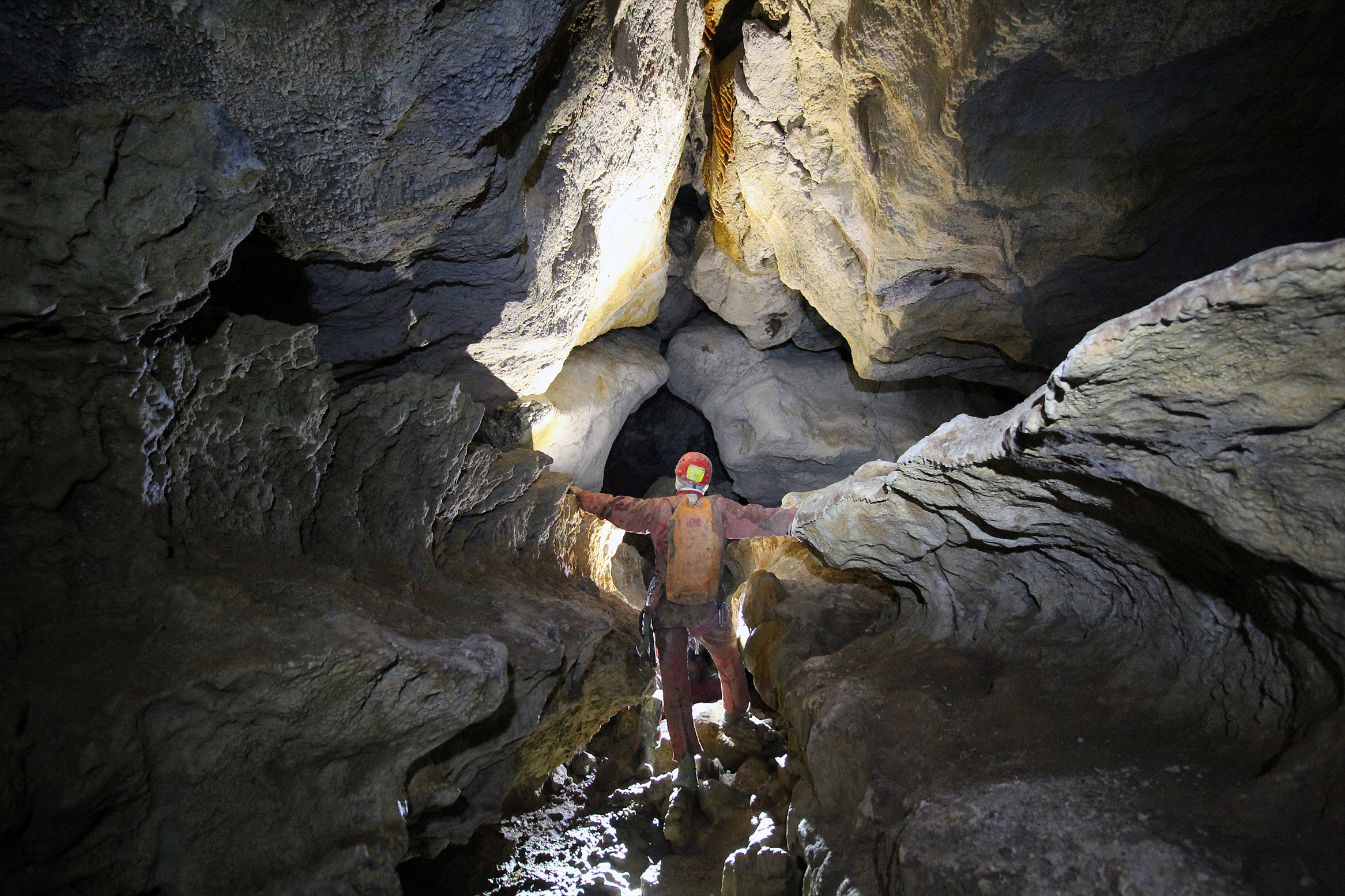
Ambiente di una grotta di origine naturale: Grotta dei Sette Nani (Cassano all'Ionio - Italia).

La speleologia (dal greco spélaion=caverna e lògos=studio) è la disciplina che si occupa dell'esplorazione, documentazione, tutela e divulgazione della conoscenza del mondo sotterraneo ovvero la scienza che studia in generale le cavità sotterranee - propriamente distinte in "cavità naturali" e "cavità artificiali" - con particolare riferimento alla loro genesi e alla loro natura. Interessa diverse branche della conoscenza e può avere varianti fra le quali le più diffuse sono la speleologia in cavità artificiali (o urbana) e la speleosubacquea.

## Storia
L'esplorazione dei vuoti sotterranei è sicuramente una delle più antiche attività umane, dato che nella preistoria la protezione che offrivano le caverne era molto ricercata e per abitarle, innanzi tutto, bisognava conoscerle.
La prima segnalazione storica dell'attività di speleologi è dell'853 a.C., quando il re Assiro Salmanassar III visitò delle caverne alle sorgenti anatoliche del fiume Tigri. Dovettero piacergli molto perché ne fece realizzare un bassorilievo commemorativo in bronzo (ora al British Museum) col quale decorò le porte del suo palazzo. A questo remoto avvenimento sono seguiti millenni di visite e di fantasticherie sul tema grotta, ma è solo con l'avvento dei primi naturalisti moderni, nel Seicento, che iniziano ad apparire delle descrizioni accurate. In Europa è in particolare il libro Mundus Subterraneus di Athanasius Kircher, il primo a mostrare un interesse complessivo a quanto avviene nel sottosuolo.
L'esplorazione sistematica delle grotte inizia però solo alla metà dell'Ottocento, quando appaiono esploratori che pongono le basi di quella che ora chiamiamo speleologia, cioè la ricerca e descrizione sistematica del mondo sotterraneo. I primi studi vengono effettuati proprio sul Carso, fra Trieste e Lubiana, ad opera di speleologi italiani, austriaci e sloveni. È infatti del 1854 il libro Die Grotte von Adelsberg, Lueg, Planina und Laas pubblicato dall'ingegnere governativo viennese Adolf Schmidl. Altre esplorazioni avvennero nella Francia meridionale (in particolare da parte di Édouard-Alfred Martel, considerato il padre della speleologia moderna e fondatore nel 1895 della Société de Spéléologie) e negli Stati Uniti.
Alla fine dell'Ottocento iniziano a formarsi gruppi speleologici, alcuni dei quali tuttora esistenti, costituiti quasi esclusivamente da volontari e la speleologia si evolve soprattutto in Europa fino al 1990 con la fondazione della più recente organizzazione associativa speleologica, a carattere europeo, chiamata Fédération Spéléologique Européenne (FES).

### In Italia
La storia della Speleologia italiana è fatta di tanti episodi che hanno visto nascere organizzazioni che ad oggi si occupano di questa disciplina in tutti i suoi aspetti. Nel 1863 nasce il Club Alpino Italiano (CAI) che all'interno della sua struttura organizzativa comprende tutt'oggi una sezione che si dedica esclusivamente alla speleologia. Dal 1903, per circa un quarantennio, vi è la fase di formazione della Società Speleologica Italiana che si costituisce ufficialmente nel 1950.
Nel 1954 viene fondato, sotto l'egida del CAI, il Corpo Nazionale del Soccorso Alpino e Speleologico (CNSAS), inizialmente per la sola sezione alpina e a partire dal 1968 quella speleo, che oggi si articola sul territorio attraverso 21 Servizi costituiti ognuno per ogni regione o provincia autonoma dello Stato italiano. Ad essi convergono 31 Delegazioni alpine e 16 Delegazioni speleologiche che a loro volta racchiudono i Nuclei operativi, chiamati Stazioni, cui spetta il compito di portare soccorso. Le Stazioni alpine sono 242, mentre quelle speleologiche sono 27.
Bisognerà attendere il 1958 perché la speleologia cominci a occuparsi anche di formazione e di didattica per far crescere il proprio bacino di appassionati: nel 1958 nasce la scuola di speleologia del CAI e dieci anni più tardi la scuola di speleologia della Società Speleologica Italiana (SSI).
L'Italia inoltre ha dato i natali all'organizzazione internazionale che si occupa della Speleologia sotto il punto di vista prettamente scientifico: l'Union Internationale de Spéléologie (UIS). Da allora l'interesse è andato crescendo, salvo le interruzioni belliche, anche se la filosofia e le tecniche di ricerca e di esplorazione sono cambiate moltissimo.
I mutamenti più evidenti avvengono però a cavallo tra il XX e il XXI secolo. Lo sviluppo delle tecniche di progressione, l'approccio più scientifico alle esplorazioni e le maggiori possibilità individuali di viaggio hanno fatto sì che il numero di grotte profonde esplorate sia andato raddoppiando ogni circa quindici anni e che si siano formati gruppi speleologici diffusi ovunque. L'esplorazione delle grotte è un processo in continua crescita e diffusione, che richiede uno sforzo di documentazione e divulgazione sempre più raffinato.

## Descrizione
Oggetto particolarmente centrale, ma non unico della speleologia, è lo studio dei fenomeni carsici e, in quest'ambito, essa si inserisce tra le scienze che studiano i fenomeni legati all'ambiente e alla sua evoluzione ed in particolare i fenomeni naturali che avvengono nel sottosuolo, tra cui il movimento delle acque sotterranee (idrologia ed idrogeologia) e la biologia del sottosuolo (biospeleologia).
Al di là della sua veste prettamente scientifica, la speleologia offre un modo per conoscere diversi aspetti del mondo ipogeo, attraverso l'osservazione di aspetti evidenti come le concrezioni fino a quelli impercettibili come i cambiamenti climatici interni alle grotte. Coloro che la praticano con un obiettivo (conoscitivo, esplorativo, documentativo) che non sia esclusivamente ludico o sportivo vengono definiti speleologi, i quali operano in genere in gruppi, liberamente costituiti o riuniti formalmente in associazioni a loro volta associate a federazioni di portata regionale.
Vista la complessità, l'unicità, la necessità di esperienza in campo e l'alta percentuale di rischio che tale disciplina comporta, la speleologia andrebbe effettuata con l'ausilio di persone esperte del settore speleologico e certamente non può essere condotta senza una minima conoscenza e pratica delle tecniche di progressione speleologiche.

### Tipi di speleologia
La speleologia è nata per l'esplorazione delle cavità naturali libere dall'acqua; in particolare, l'origine della speleologia sportiva è legata all'esplorazione delle cavità carsiche. Generalmente, questa attività è indicata come "speleologia" tout-court.
Una variante, sempre legata comunque alle cavità naturali, è l'esplorazione delle cavità generate dall'attività vulcanica, ossia l'esplorazione delle cavità reogenetiche (popolarmente note come grotte laviche in quanto costituite spesso di lava). Un altro degli aspetti cui la speleologia si dedica è lo studio delle cavità artificiali, detto anche speleologia urbana. Questa branca della speleologia si occupa di cavità di origine antropica: antichi cunicoli, miniere, reti fognarie, catacombe, ecc.
Una branca particolare, molto specializzata, è la speleologia subacquea, che si occupa dell'esplorazione di percorsi sotterranei (naturali o artificiali) allagati. In questo caso, le tecniche speleologiche sono affiancate da quelle della subacquea.

## Materiali
I materiali per la progressione in grotta possono dividersi in tre categorie:
1. personale
2. di gruppo

Nell'equipaggiamento personale abbiamo:
- abbigliamento speleologico
- materiali per l'illuminazione
- materiali per la progressione

### Abbigliamento speleologico

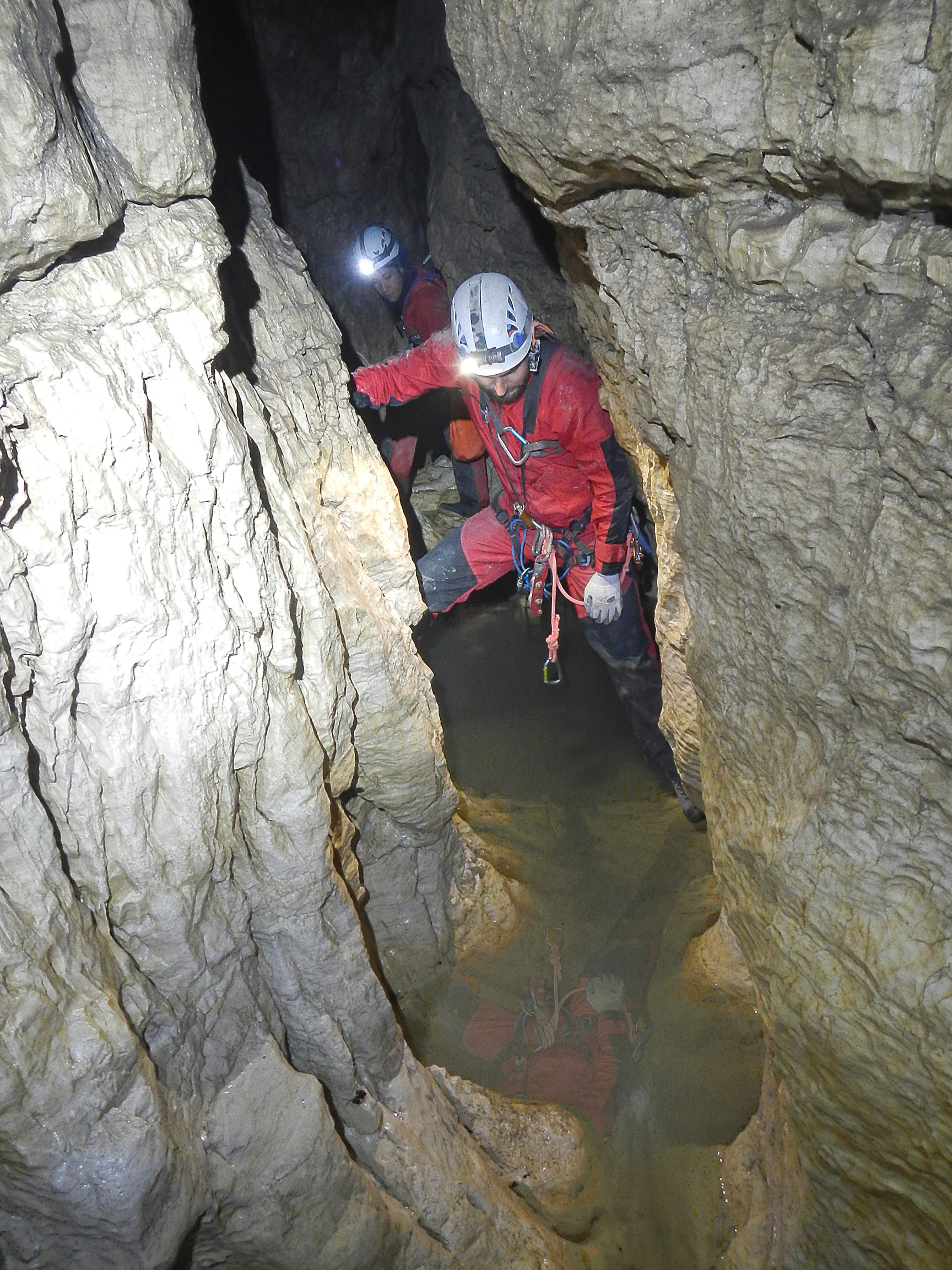
Illuminazione di un ambiente di grotta mediante illuminazione a LED, da casco, alimentata a batterie.

L'abbigliamento dello speleologo deve proteggere dal freddo e, per quanto possibile, dall'umidità; deve essere il più possibile semplice e privo di parti sporgenti, per evitare di incastrarsi sulla roccia nei tratti di progressione in strettoia. Normalmente si utilizzano sottotute calde e leggere di pile e tute di nylon, in un sol pezzo, con chiusura mediante cerniera lampo, bottoni a pressione e/o velcro.
Il primo strato è costituito da una tuta in materiale termico sintetico tipo pile, fleece e simili (sottotuta); il secondo strato protettivo è costituito da una tuta in tessuto sintetico (di solito nylon + cordura), a volte parzialmente impermeabilizzato. Per grotte con acqua sono anche utilizzate tute completamente impermeabili, a tenuta stagna, in PVC.
Le calzature per speleologia devono garantire un buon compromesso tra impermeabilità e tenuta su roccia. La calzatura classica è lo stivale di gomma alto al ginocchio che però presenta notevoli problemi per la sicurezza in caso in grotta si sia costretti ad effettuare brevi nuotate in acqua profonda. Più comodo ed ormai di largo uso uno speciale scarpone simile a quello da escursionismo o alpinismo, ma con specifiche protezioni antiusura e impermeabili.
Per il trasporto di materiale si utilizzano appositi sacchi impermeabili di PVC, di varia dimensione, utilizzati per trasportare sia i materiali collettivi (corde, carburo, pronto soccorso, materiali per armo, altro materiale di riserva, etc.) che quelli personali (materiale per progressione, alimenti, strumenti di rilievo, etc.). L'abbigliamento dello speleologo è completato da un sistema combinato costituito da un casco che, oltre allo scopo protettivo, funge anche da supporto per l'impianto di illuminazione.

### Materiali per l'illuminazione

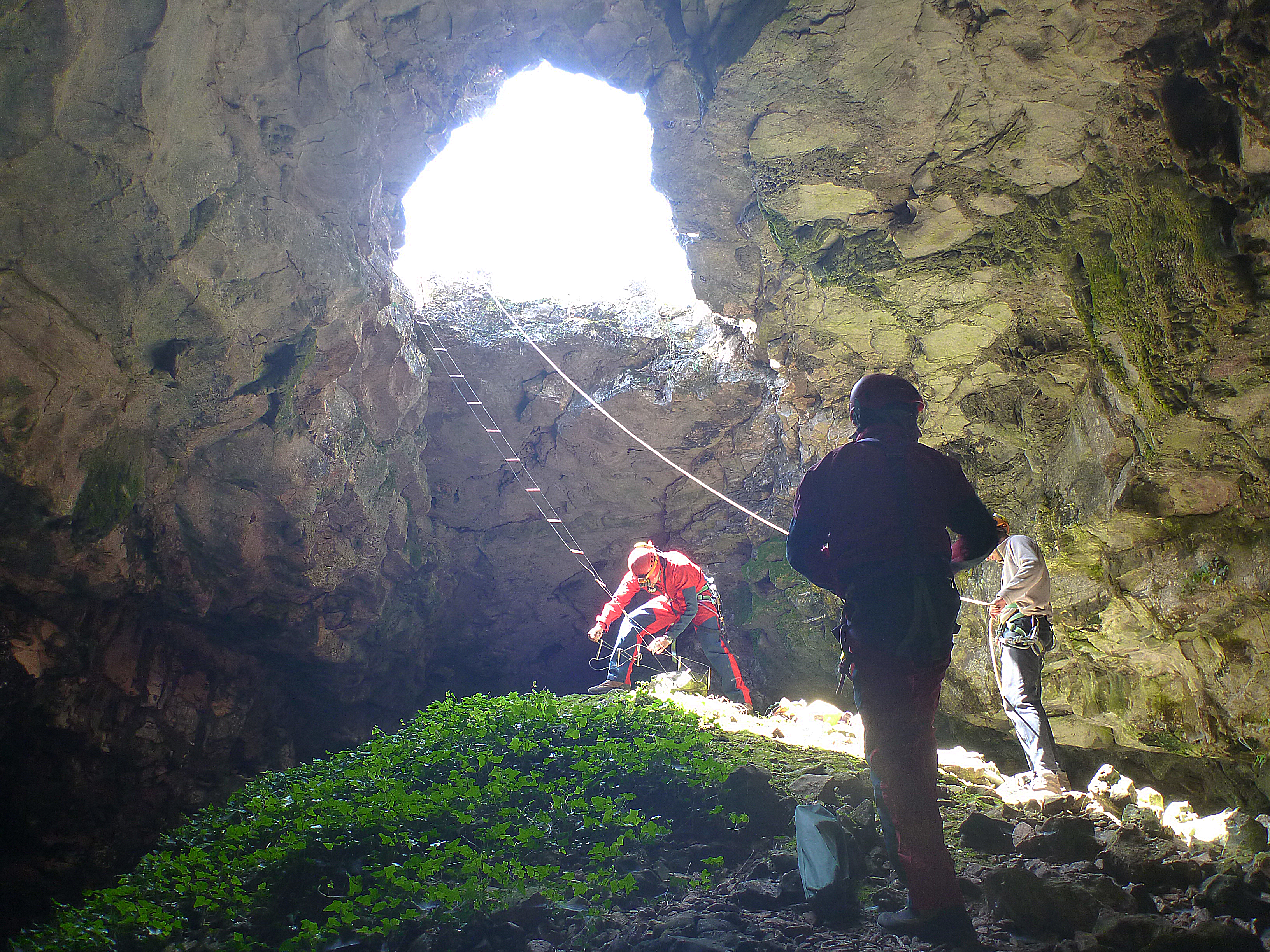
Allestimento di una discesa con scaletta in ambiente ipogeo.

L'ambiente sotterraneo è completamente privo di illuminazione naturale; è pertanto necessario che lo speleologo provveda in proprio all'illuminazione per potersi muovere agevolmente in ambienti completamente al buio e per poterli di conseguenza esplorare e documentare.
L'impianto di illuminazione è normalmente costituito da due elementi:
- un impianto primario costituito da una lampada frontale ad alimentazione a batteria
- un impianto secondario, di emergenza, costituito da una lampada frontale a batteria, generalmente di minore ingombro dell'impianto primario

Gli impianti costituiti da lampada ad acetilene sono ormai fuori legge per due ragioni: oltre ad essere inquinanti risultano pericolosi.
L'impianto ad acetilene deriva storicamente dall'adattamento delle lampade ad acetilene ad uso civile, del quale vengono separati i due componenti base: il gruppo ugello/riflettore viene montato sul casco in posizione frontale ed è collegato con un tubo di gomma al generatore di acetilene, che viene portato appeso all'imbragatura oppure a tracolla. Il generatore è costituito da due contenitori cilindrici sovrapposti, normalmente uniti da un unico involucro esterno o mediante connessione a vite. Il contenitore superiore contiene acqua mentre quello inferiore contiene carburo di calcio; un foro chiuso da un rubinetto regolabile collega il recipiente superiore a quello inferiore; un tubo metallico proveniente dal contenitore inferiore conduce l'acetilene generato dalla reazione acqua-carburo all'esterno della bombola e qui, a mezzo di un connettore metallico, un tubo di gomma porta il gas all'ugello posto sul casco dove viene acceso mediante un sistema piezoelettrico.
L'impianto elettrico è costituito da una lampada montata sul fronte del casco (a volte, in posizione laterale), alimentata da batterie poste sul retro dello stesso e collegate tramite un cavo elettrico a tenuta stagna. Un tempo si utilizzavano lampade ad incandescenza, a volte anche alogene. Oggi si vanno diffondendo sempre più le lampade a LED che, per le loro caratteristiche di intensa luminosità e basso consumo di batterie tendono a soppiantare l'illuminazione acetilenica. L'uso dell'illuminazione ad acetilene inoltre, data la sua tossicità per la fauna ipogea e in particolare per i pipistrelli, è ormai vietato in grotte di interesse naturalistico.

### Materiali per progressione

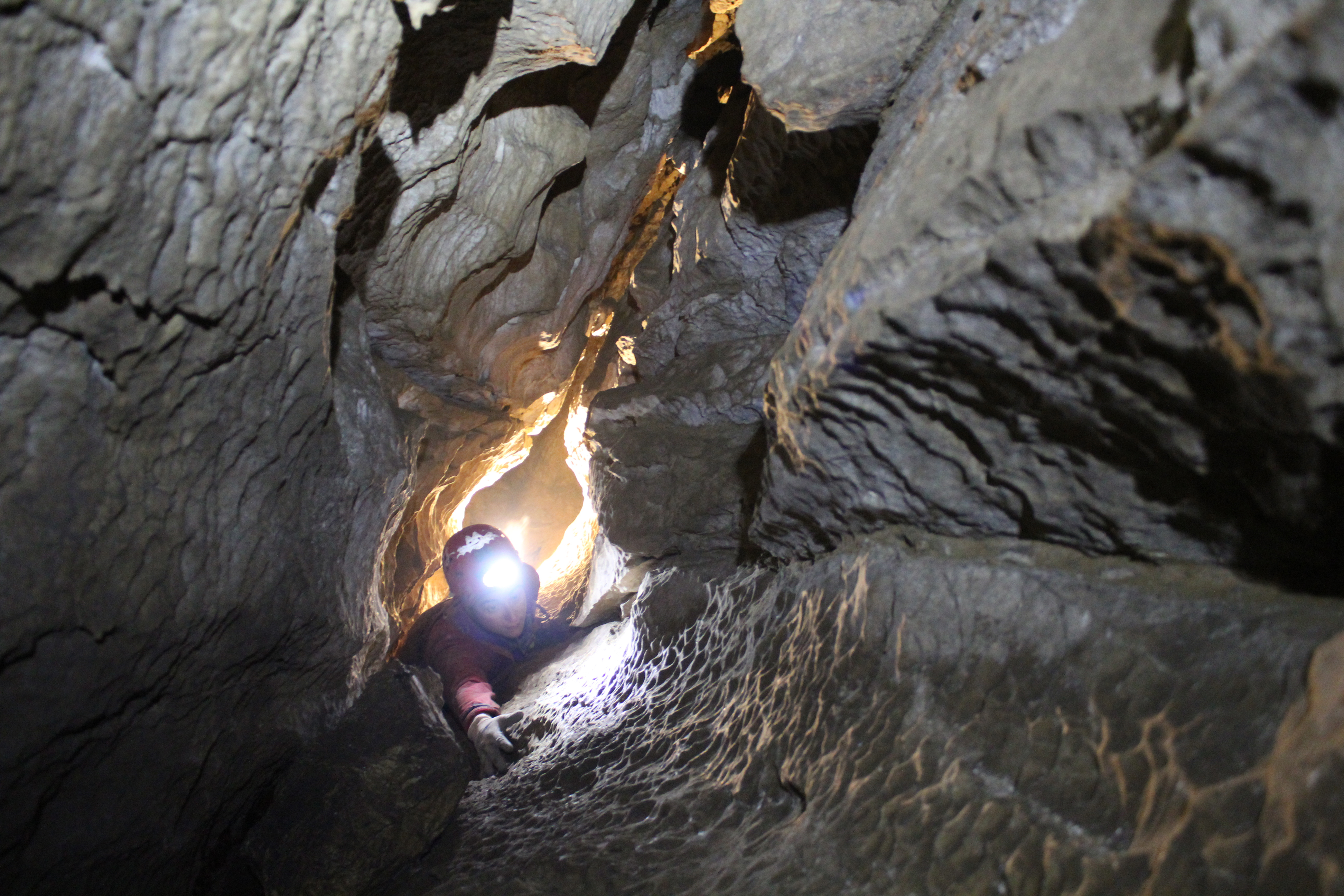
Progressione orizzontale in meandro

La progressione orizzontale in ambiente sotterraneo non richiede di norma materiali particolari (sono solo necessarie specifiche tecniche per il passaggio di strettoie, meandri sospesi e simili strutture tipiche dell'ambiente e dell'attività). Materiali e tecniche specifiche si rendono invece necessari quando si devono superare strutture verticali (pozzi), alle quali normalmente si accede inizialmente all'estremità superiore.
Le prime tecniche per il superamento dei pozzi prevedevano l'utilizzo di scalette flessibili, con assicurazione dall'alto mediante corda. Le prime scalette avevano i montanti in corda ed i pioli in legno, e vennero successivamente soppiantate da quelle con montanti in cavo d'acciaio e pioli in lega d'alluminio, che erano più resistenti e più leggere delle prime. Dalla metà degli anni settanta questa tecnica ha lasciato spazio alla cosiddetta tecnica su sola corda, che utilizza appunto solo una corda come mezzo di progressione per la discesa e la risalita del pozzo.
Le corde utilizzate sono di tipo statico, quindi ad allungamento ridotto: infatti, essendo strumento di progressione e non di sicurezza devono privilegiare la resistenza a carichi statici, la limitata deformabilità e la comodità d'uso. Sono infatti molto improbabili sollecitazioni dinamiche nel loro utilizzo speleologico, al contrario che nell'alpinismo dove è richiesta la resistenza a strappi e carichi dinamici e una forte capacità di dissipare energia.

Progressione in grotta su corda mediante attrezzatura speleo omologata

Nelle discese su corda per il superamento di pozzi questa viene normalmente fissata alla roccia mediante armo. Un armo è costituito da almeno due ancoraggi realizzati con tasselli (classicamente di tipo spit o fix muniti di placchette in acciaio o lega) per maggior sicurezza in caso di cedimento di un ancoraggio (o attacco). Gli ancoraggi costituenti un armo sono collegati tra loro mediante l'utilizzo di opportuni nodi realizzati sulla stessa corda di progressione, oppure mediante l'impiego di cordini indipendenti. Le gasse dei nodi della corda, o il cordino, sono uniti alle placchette sugli ancoraggi mediante moschettoni.
Lo speleologo indossa un'apposita imbragatura, simili per certi aspetti a quelle per alpinismo ma opportunamente dotate per meglio adattarsi al particolare utilizzo in grotta. All'imbragatura vengono agganciati i materiali per la progressione mediante un elemento di collegamento denominato maglia rapida o maillon rapide a forma di delta o semitondo in acciaio con diametro di 10 mm:
- un discensore (normalmente del tipo a pulegge fisse), con il quale calarsi lungo la corda, collegato all'imbragatura con un moschettone con ghiera a vite, completato da un secondo moschettone senza ghiera di "rinvio o rimando"
- una coppia di bloccanti, che permettono la risalita lungo la corda.
  - un bloccante ventrale fisso, collegato direttamente all'imbragatura tramite il maillon rapide, anche detto croll
  - un bloccante mobile tipo "maniglia", collegato all'imbragatura sempre tramite il maillon rapide a mezzo di una longe di corda dinamica (avente un diametro minimo di 9 mm). Detta longe ha lunghezza variabile in funzione delle caratteristiche geometriche dello speleologo (in particolare in funzione della lunghezza del suo braccio)
- una staffa o pedale di fettuccia o cordino in cui si possono infilare uno o entrambi i piedi ed attaccata alla maniglia mediante un moschettone. Quest'ultimo, obbligatoriamente munito di ghiera di sicurezza, assume anche la funzione di seconda longe
- una coppia di longe (di diversa configurazione ma sempre per lo stesso utilizzo), ovvero corde di tipo dinamico o semistatico di lunghezza adeguata (la lunghezza ideale del sistema longe e moschettone è di circa 41 cm), collegati da un lato direttamente all'imbragatura tramite il maillon rapide e dall'altro dotato di un moschettone senza ghiera e possibilmente a pera. La longe (elemento cui dare grande affidabilità e quindi frequentemente revisionata e sostituita) serve per assicurarsi sugli armi, sia nelle discese che nelle risalite, entrando o uscendo dal pozzo, nonché quando si passa un frazionamento, ovvero un attacco intermedio eseguito tra l'armo iniziale e la base del pozzo, utile o talvolta necessario per eliminare possibili sfregamenti della corda per contatto sulla roccia.

## Organizzazioni e società
Nel mondo si sono costituiti gruppi di diverso genere, nel tempo, aventi tutti la finalità dello studio e la conoscenza delle cavità globali. Talora tale scopo è associato ad attività di introduzione alla disciplina e alle tecniche speleologiche, nonché di prevenzione e di soccorso.
Tra le organizzazioni italiane che svolgono un ruolo di coordinamento, divulgazione ed insegnamento della tecnica speleologica vi sono la Società Speleologica Italiana ed il Club Alpino Italiano.
In Italia nel 2016 i gruppi speleologici erano circa 200, comprendenti circa 5000 speleologi attivi, organizzati nel Club Alpino Italiano o nella Società Speleologica Italiana.
Sul territorio italiano dal 1968 esiste una organizzazione, il Corpo nazionale soccorso alpino e speleologico, organismo interno del Club Alpino Italiano, che con la sua sezione Speleologica si occupa di soccorrere i pericolanti, gli infortunati ed i dispersi in ambiente ipogeo.